# Strensham
Strensham est une localité anglaise située dans le comté du Worcestershire.